# Josef Weijne

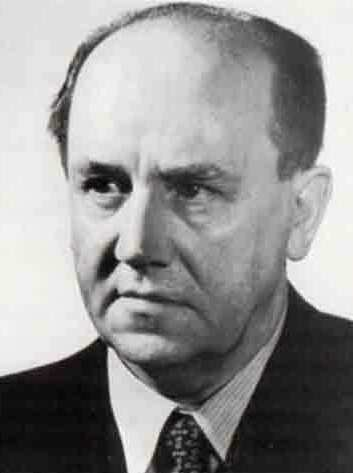
Josef Weijne

Johan Josef Emanuel Weijne, född 20 maj 1893 i Linköping, död 8 mars 1951 i Stockholm, var en svensk politiker (socialdemokrat). 
Under åren 1925–1939 och 1951 representerade han socialdemokraterna i riksdagen.

## Biografi
Weijne genomgick folkskollärarseminariet 1910–1914 och arbetade därefter som folkskollärare i Norrköping och födelsestaden Linköping innan han 1916 fick tjänst på Bona uppfostringsanstalt, där han kom att stanna i sex år. Från 1922 fram till 1939 arbetade han i Borås innan han 1939 kallades som undervisningsråd i Skolöverstyrelsen. Weijne kom 1945 att tjänstgöra som tillförordnad statssekreterare i ecklesiastikdepartementet för Börje Knös. Knös hade beviljats tjänstledighet från posten som statssekreterare redan 1935 efter konflikter mellan honom och den dåvarande departementschefen Arthur Engberg. Efter Per-Albin Hanssons död 1946 utnämndes Weijne till statsråd och chef för ecklesiastikdepartementet där han efterträdde den nye statsministern Tage Erlander.
Före sin statsrådstid hade Weijne flitigt anlitats till olika utredningsuppdrag, bland annat 1937 års folkskoleutredning och 1945 års folkskolesakkunniga. Josef Weijne är begravd på Norra griftegården i Linköping.